# Niggaz4life
Niggaz4life je třetí a zároveň poslední album americké hip-hopové skupiny N.W.A, které vyšlo v roce 1991 a obsadilo 1. místo amerického žebříčku The Billboard 200. Na tomto albu se již nepodílel Ice Cube, který skupinu opustil v roce 1990. Krátce po vydání tohoto alba se skupina rozpadla.

## Seznam skladeb
1. Prelude - 2:27
2. Real Niggaz Don't Die - 3:40
3. Niggaz 4 Life - 4:58
4. Protest - 0:53
5. Appetite For Destruction - 3:22
6. Don't Drink That Wine - 1:07
7. Alwayz Into Somethin' - 4:25
8. Message To B.A. - 0:48
9. Real Niggaz - 4:27
10. To Kill A Hooker - 0:50
11. One Less Bitch - 4:47
12. Findum, Fuckum & Flee - 3:55
13. Automobile - 3:15
14. She Swallowed It - 4:13
15. I'd Rather Fuck You - 3:57
16. Approach To Danger - 2:45
17. 1-900-2-Compton - 1:27
18. The Dayz Of Wayback - 4:15